# Москва-Сити
Московский международный деловой центр «Москва-Сити» (ММДЦ «Москва-Сити») — развивающийся деловой район в Москве на Пресненской набережной. Является частью Пресненского района Центрального административного округа Москвы.
В рамках «Москва-Сити» создаётся зона деловой активности, которая объединит бизнес, апартаменты проживания и досуг. Управляющей компанией по созданию и развитию всего проекта ММДЦ «Москва-Сити» выступает ПАО «СИТИ», а техническим заказчиком и представителем города Москвы в распоряжении государственным имуществом Центрального ядра ММДЦ «Москва-Сити» выступает ГУП «Центр-Сити».

## История
Первые планы создания в Москве бизнес-квартала международного образца появились в 1991 году. Инициатором был архитектор Борис Иванович Тхор, который обратился к Ю. М. Лужкову с предложением построить небоскрёбы международного делового центра. Тогда специально для строительства и эксплуатации ММДЦ «Москва-Сити» при активной поддержке Правительства Москвы было создано Акционерное общество «Сити», позднее преобразованное в ПАО «СИТИ», которое выступило в роли управляющей компании по созданию и развитию проекта ММДЦ «Москва-Сити». На основании соответствующих договоров, подписанных с Правительством Москвы, ПАО «СИТИ» выполняет функции заказчика по всему проекту и является арендатором земли под ММДЦ «Москва-Сити».
| - Вид на Москва-Сити с Воробьёвых гор - Вид на Москва-Сити со смотровой площадки моста «Багратион» - Вид на Москва-Сити с Большой Дорогомиловской улицы - Москва-Сити в 2018 году - Вид на Москва-Сити с Воробьёвых гор вечером - Вид на Москва-Сити из гостиницы «Украина» |

## Структуры, организующие работу и функционирование комплекса

### ПАО «СИТИ»
Управляющая компания по созданию и развитию проекта ММДЦ «Москва-Сити», созданная весной 1992 года. В 1994 году Правительство Москвы генеральным договором на управление проектом по созданию и развитию ММДЦ от 30 декабря 1994 года уполномочивает ОАО «Сити» выполнять функции управляющей компании проекта «Москва-Сити».
В феврале 2014 года основным владельцем ОАО «Сити» стала группа «Solvers» во главе с Олегом Малисом.
В середине июля 2016 года, в связи с изменениями в законодательстве об акционерных обществах, была произведена смена организационно-правовой формы с ОАО на ПАО.

### ГУП города Москва «Центр-Сити»
Создано распоряжением Правительства Москвы от 15 января 2003 года № 43-РП в целях эффективного управления городским имуществом и в интересах привлечения средств для завершения проектирования и строительства, а также дальнейшего содержания, обслуживания и эксплуатации Центрального ядра ММДЦ «Москва-Сити». Всё имущество Центрального ядра закреплено за ГУП «Центр-Сити» на праве хозяйственного ведения.

### ООО «Сити проперти менеджмент»
Управляющая компания организована в 2008 году для предоставления услуг на территории ММДЦ «Москва-Сити». Компания занимается коммерческим управлением офисной недвижимости в башнях «Империя», «Федерация» и «Город столиц». В управлении находится более 10 тыс. м².

## Расположение объектов
| Построено | Проектная высота | Строится | Нулевой цикл | Строительство приостановлено | Проект отменён | Предположительно |

### Участки
| №     | Название                              | Начало строительства | Конец строительства | Зданий | Площадь | Примечания                                                 |
| ----- | ------------------------------------- | -------------------- | ------------------- | ------ | ------- | ---------------------------------------------------------- |
| 0     | Мост Багратион и Башня 2000           | 1996                 | 2001                | 2      | 64 000  | Первое построенное здание в ММДЦ                           |
| 0     | Палитра (рабочее название)            | 2025                 | 2030                | 1      | 202 673 | Будет возведён на месте северного выхода моста «Багратион» |
| 1     | One Tower                             | 2019                 | 2030                | 1      | 285 305 | Станет самым высоким зданием в Москве                      |
| 2-3   | Башня Эволюция и общественная площадь | 2011                 | 2015                | 2      | 163 600 |                                                            |
| 4     | Деловой комплекс «Империя»            | 2006                 | 2011                | 2      | 203 191 |                                                            |
| 5     | Экспоцентр                            | 1977                 | 2008                | 8      | 165 000 | Первые корпуса существовали ещё до ММДЦ                    |
| 6-8   | Центральное ядро и ТЦ «Афимолл Сити»  | 2005                 | 2022                | 1      | 450 000 |                                                            |
| 9     | Город столиц                          | 2005                 | 2011                | 4      | 288 000 | Первое сверхвысокое здание в Европе                        |
| 10    | Башня на Набережной                   | 2003                 | 2007                | 3      | 254 000 |                                                            |
| 11    | IQ-quarter                            | 2011                 | 2017                | 3      | 228 000 |                                                            |
| 12    | Евразия                               | 2004                 | 2015                | 2      | 207 542 |                                                            |
| 13    | Федерация                             | 2003                 | 2017                | 3      | 443 000 | Один из самых высоких комплексов в Европе                  |
| 14    | Башня Меркурий                        | 2005                 | 2014                | 1      | 173 960 |                                                            |
| 15    | Moscow Towers                         | 2013                 | 2024                | 1      | 400 000 |                                                            |
| 16    | ОКО                                   | 2010                 | 2019                | 3      | 249 800 |                                                            |
| 17-18 | Neva Towers                           | 2013                 | 2020                | 2      | 357 000 |                                                            |
| 19    | Северная башня                        | 2003                 | 2008                | 1      | 135 000 |                                                            |
| 20    | Sezar Tower                           | 2025                 | —                   | 1      | 179 600 |                                                            |
| 21    | Дом Дау                               | 2023                 | 2027                | 1      | 143 000 | Ранее планировался комплекс «Юрий Долгорукий»              |

### Сооружения
| №     | Рейтинг по высоте | Название                      | Начало строительства | Конец строительства | Высота (текущая) | Высота (крыши) | Высота (макс.) | Этажность | Примечания                              |
| ----- | ----------------- | ----------------------------- | -------------------- | ------------------- | ---------------- | -------------- | -------------- | --------- | --------------------------------------- |
| 0     | 18                | Башня 2000                    | 1996                 | 2001                | 104              | 104            | 104            | 30        |                                         |
| 3     | 10                | Эволюция                      | 2011                 | 2015                | 246              | 246            | 246            | 55        |                                         |
| 4     | 13                | Империя                       | 2006                 | 2011                | 239              | 230            | 239            | 59        |                                         |
| 4     |                   | Империя (вторая очередь)      | 2013                 | 2024                | 0                | 68             | 68             | 18        |                                         |
| 9     | 21                | Город столиц: офисный корпус  | 2005                 | 2008                | 76               | 76             | 76             | 17        |                                         |
| 9     | 9                 | Город столиц: Санкт-Петербург | 2005                 | 2009                | 257              | 257            | 257            | 65        |                                         |
| 9     | 6                 | Город столиц: Москва          | 2005                 | 2009                | 302              | 302            | 302            | 76        |                                         |
| 10    | 20                | Башня на Набережной: A        | 2003                 | 2004                | 85               | 85             | 85             | 17        |                                         |
| 10    | 17                | Башня на Набережной: B        | 2004                 | 2005                | 127              | 127            | 127            | 27        |                                         |
| 10    | 8                 | Башня на Набережной: C        | 2005                 | 2007                | 268              | 268            | 268            | 59        |                                         |
| 11    | 19                | IQ-квартал: Башня 1           | 2011                 | 2017                | 87               | 87             | 87             | 22        |                                         |
| 11    | 15                | IQ-квартал: Башня 2           | 2011                 | 2017                | 135              | 135            | 135            | 33        |                                         |
| 11    | 14                | IQ-квартал: Башня 3           | 2011                 | 2017                | 173              | 173            | 173            | 42        |                                         |
| 12    | 5                 | Евразия                       | 2004                 | 2015                | 309              | 309            | 309            | 70        |                                         |
| 13    | 12                | Федерация: Запад              | 2003                 | 2008                | 242              | 242            | 242            | 62        |                                         |
| 13    | 1                 | Федерация: Восток             | 2003                 | 2017                | 374              | 374            | 374            | 95        |                                         |
| 14    | 4                 | Башня Меркурий                | 2005                 | 2014                | 339              | 339            | 339            | 75        |                                         |
| 15    |                   | Moscow Towers                 | 2013                 | 2023                | 283              | 283            | 283            | 62        | Строительство возобновлено в 2019 году. |
| 16    | 2                 | ОКО: Южная башня              | 2010                 | 2016                | 354              | 354            | 354            | 85        |                                         |
| 16    | 11                | ОКО: Северная башня           | 2010                 | 2014                | 245              | 245            | 245            | 49        |                                         |
| 16    | 22                | ОКО: Стоянка                  | 2010                 | 2019                | 69               | 69             | 69             | 14        |                                         |
| 17-18 | 7                 | Neva Towers: Башня 1          | 2013                 | 2020                | 302              | 302            | 302            | 68        |                                         |
| 17-18 | 3                 | Neva Towers: Башня 2          | 2013                 | 2019                | 345              | 345            | 345            | 79        |                                         |
| 19    | 16                | Северная башня                | 2003                 | 2008                | 132              | 108            | 132            | 27        |                                         |

### Изменённые проекты
| №     | Название                                         | Высота  | Этажность | Площадь | Примечания                                      |
| ----- | ------------------------------------------------ | ------- | --------- | ------- | ----------------------------------------------- |
| 4     | Аква-Сити Палас                                  |         | 36        |         | Заменён на комплекс «Империя»                   |
| 13    | Федерация: шпиль                                 | 448/506 |           |         | Частично построен, затем отменён и демонтирован |
| 15    | Правительство Москвы и Московская Городская Дума | 308     | 72        | 636 000 | Заменён на комплекс «Moscow Towers»             |
| 17-18 | Россия                                           | 612     | 118       | 520 000 | Заменён на комплекс «Neva Towers»               |
| 20    | Выставочно-деловой комплекс                      | 228     | 59        | 180 000 | Заменен на «МФК» — новый проект                 |
| 21    | Юрий Долгорукий                                  |         |           |         | Заменён на комплекс «Дом Дау»                   |
| 25    | Гелиополис                                       | 175     | 47        |         | Отменён, строительство не начиналось            |

## Объекты

### «Центральное ядро»
«Центральное ядро» (участки № 6-8) — одно из самых сложных по конструкции строений ММДЦ. Центральное ядро делится на 2 части: подземную и надземную.
В подземную часть ядра входит 3 станции метрополитена, в том числе действующая с 2005 года «Деловой центр» Филёвской линии, запущенная до начала строительства «ядра». Также там расположена автостоянка на 2750 машиномест и технические помещения. Подземное общественное пространство занимает торговый комплекс, представляющий собой развитую многофункциональную торговую зону, а также вестибюли метро с пешеходными зонами и переходами в здания, расположенные на соседних участках. С западной стороны центрального ядра расположена VIP-стоянка.
Наземная часть разделена на три функциональных зоны: гостиница — на участке № 8а; торгово-развлекательный комплекс — на участках № 8б и 7; киноконцертный зал вместимостью около 6000 человек — на участке № 6.
Гостиница построена за счёт привлечённых средств, объём которых составил около 50-55 млн $. Гостиница имеет 5 лестнично-лифтовых блоков, соединяющих надземные этажи гостиницы с подземными автостоянками и предприятиями торговли. На территории объекта размещаются апартаменты, рестораны, зимние сады, террасы, технические и вспомогательные помещения.
Торгово-развлекательный комплекс расположен в центральной части здания на участках № 8б и 7. Он разделён на 4 зоны, отражающие концептуально времена года. Объём комплекса образован фронтальными 5-этажными 4-модульными объёмами. Комплекс включает в себя торговую и выставочную зоны, зрелищно-развлекательную, парк, каток, выставки, предприятия питания, торговые и развлекательные помещения, галереи и рестораны. Главное рекреационное пространство накрыто стеклянным куполом.
Киноконцертный зал расположен на участке № 6 и рассчитан на проведение значимых зрелищных мероприятий, гала-концертов, форумов, массовых торжеств. Круглый в плане зал имеет трансформируемую сценическую часть, раскрываемую в случае необходимости. Входы в зал осуществляются через вестибюли. Объём капитальных вложений составил около 120—140 млн $.
- Начало строительства: декабрь 2005 года[18].
- Окончание строительства: ТРЦ «Афимолл» — май 2011 года[19], Novotel — июль 2013 года[20], киноконцертный зал — 2022 год[21].
- Общая площадь сооружения: 450 000 м²
- Объём инвестиций в проект: 300 млн $

### «Башня 2000»
«Башня 2000» (участок № 0) — 30-этажное офисное здание, расположенное на правом берегу Москвы-реки. Башня соединена с ММДЦ торгово-пешеходным мостом «Багратион», ставшим первой постройкой в рамках ММДЦ. Кроме офисных помещений в здании расположены подземная стоянка, рестораны и прочие рекреационные помещения.
- Начало строительства: 1996 год.
- Окончание строительства: 2001 год[22].
- Высота: 104 м
- Количество этажей: 30
- Общая площадь здания: 61 057 м²

### Экспоцентр
Экспоцентр (участок № 1) — одна из ведущих выставочных организаций стран Восточной Европы и крупнейший организатор международных выставок и конгрессных мероприятий в России. «Экспоцентр» организует участие российских фирм и организаций в выставках и ярмарках за рубежом; в течение многих лет по поручению Правительства Российской Федерации является организатором российских экспозиций на Всемирных выставках.
Ежегодно на Центральном выставочном комплексе «Экспоцентр» проходит более 100 выставочных мероприятий различного масштаба и значимости. В них принимают участие около 30 тыс. экспонентов. Число посетителей — около 1 млн человек. Общая площадь ЦВК «Экспоцентр» — более 250 тыс. м², общая выставочная площадь — 135 тыс. м²: закрытая — 85 тыс. м², открытая — 50 тыс. м². В 2007 году площадь выставочно-конгрессных мероприятий составила более 700 тыс. м².

### Башня Эволюция
На участках № 2 и 3 размещается многофункциональный центр «Башня Эволюция» высотой 55 этажей. В состав многофункционального центра входят торговые помещения с ресторанами, а также офисные помещения.
В стилобатной части центра предусматривается размещение торгово-развлекательных помещений, а также пешеходных связей между ТПМ «Багратион», станцией метро «Выставочная» и помещениями «Центрального ядра». В подземной части предусматривается размещение подземной автостоянки.
В рамках благоустройства участков № 2 и 3 предусматривается строительство общегородской площади на эксплуатируемой кровле стилобатной части.
- Начало строительства: 2011 год
- Завершение строительства: 2015 год
- Высота: 246 м
- Количество этажей: 55
- Общая площадь земельного участка: 2,549 га
- Общая площадь здания: 169 000 м²
- Общая площадь помещений: 2000 м²
- Количество машиномест: 1350
- Архитектор: Филипп Никандров
- Застройщик: ГК Снегири
- Генеральный проектировщик: Горпроект
- Подрядчик: Ренейссанс констракшн[23]

### Деловой комплекс «Империя»
Деловой комплекс «Империя» (участок № 4) представляет собой многофункциональный комплекс, сочетающий офисные помещения, апартаменты и торговые помещения.
- Начало строительства: 2006 год
- Завершение строительства: 2011 год
- Высота: 238,6 м
- Количество этажей: 59
- Общая площадь земельного участка: 1,74 га
- Общая площадь здания: 203 191 м²
- Общая площадь офисных помещений: 121 497 м²
- Общая площадь апартаментов: 45 377 м²
- Архитектор: NBBJ

### Комплекс «Город столиц»
Комплекс «Город столиц», символизирующий Москву и Санкт-Петербург, располагается на участке № 9.
Архитектурный ансамбль, совмещающий в себе развлекательный комплекс, помещения офисов и элитные квартиры, под которые отводится больше половины верхних этажей. «Город столиц» состоит из двух башен — 76-этажная «Москва» и 65-этажный «Санкт-Петербург», высотой 302 м и 257 м соответственно, объединённых 17-этажным стилобатом и 17-этажного купольного здания с атриумом. Весь комплекс располагается на едином подиуме, состоящем из 6-уровневого подземного объёма и надземного 4-уровневого общественного пространства. В надземной части подиума располагаются магазины, фитнес-центр, презентационные залы, рестораны. В 17-этажной стилобатной части располагаются офисные помещения, над офисами в башнях — апартаменты.
- Начало строительства: 2005 год
- Завершение строительства: 2011 год
- Высота: 302 м
- Количество этажей: башня «Москва» — 76; башня «Санкт-Петербург» — 65; купольное здание — 17
- Общая площадь земельного участка: 1,27 га
- Общая площадь объекта: 288 680 м²
- Общая площадь торговой части: 10 000 м²
- Общая площадь спортивной части (фитнес): 2480 м²
- Общая площадь общественной части, включая рестораны и кинотеатры: 10 800 м²
- Общая площадь офисной части: 80 000 м²
- Общая площадь апартаментов: 101 440 м²
- Количество машиномест: 2000
- Архитектор: фирма NBBJ
- Объём инвестиций: 450 млн $

### Комплекс «Башня на Набережной»
Комплекс «Башня на Набережной» находится на участке № 10 проекта Москва-Сити. Данный комплекс включает в себя три здания разной этажности (17, 27 и 59 этажей). В октябре 2004 года 17-этажное здание было готово для въезда арендаторов. В октябре 2005 года второе, 27-этажное. Строительство третьего небоскрёба началось в январе 2005 года, закончилось в октябре 2007 года, тогда же он был введён в эксплуатацию. Блок A и блок B расположены над четырьмя, а блок C над пятью подземными этажами. Площади общего пользования, находящиеся на первом подвальном уровне, и торговый холл объединяют их в единое целое.
В комплексе разместятся офисные помещения класса «А», включая один подземный этаж, который будет отведён под розничную торговлю. На остальных подземных этажах разместятся автомобильные парковки.
- Начало строительства: 2003 год
- Завершение строительства: 2007 год
- Высота: 268 м
- Количество этажей: Башня «С» — 59; Башня «В» — 27; Башня «А» — 17
- Общая площадь участка: 1,6 га
- Общая площадь башни «А»: 39 800 м²
- Общая площадь башни «В»: 53 994 м²
- Общая площадь башни «С»: 160 200 м²
- Архитектор проекта: архитектурное бюро Enka
- Заказчик-застройщик: Сити Сентер Инвестмент БВ
- Объём инвестиций: 200 млн $

### IQ-quarter
IQ-quarter (участок № 11) — главный транспортно-пересадочный узел ММДЦ «Москва-Сити». Одной из основных целей функционального назначения Терминального комплекса является транспортировка пассажиров от аэропортов Внуково и Шереметьево к ММДЦ «Москва-Сити» по существующим железнодорожным путям, что позволяет быстро добираться до центра города. Многоуровневый терминал соединяет несколько подземных зон со станциями метрополитена и городского транспорта. Объект строительства располагается в непосредственной близости от Третьего транспортного кольца.
Архитектурная концепция терминального комплекса, получившего позднее название IQ-quarter, разрабатывалась архитектурной компанией «NBBJ», инженерное проектирование осуществляла инженерная компания Arup, генеральное проектирование — ЗАО «ГОРПРОЕКТ».
Комплекс представляет собой 22-этажное здание гостиницы (блок 1) и два высотных офисных здания высотой 33 (блок 2) и 42 (блок 3) этажа, объединённые общим подземным пространством, используемым для парковки (925 машиномест), размещения торговых площадей и сооружений «мини-метро».
Подземное пространство комплекса включает в себя 7 этажей. Общая площадь комплекса составляет 228 000 м²: надземная часть — 159 765 м², подземная — 68 235 м².
- Начало строительства: 2011 год
- Окончание строительства: 2017 год
- Площадь участка: 1,84 га
- Общая площадь комплекса: 228 000 м²
- Количество этажей: башня 1 — 22; башня 2 — 33; башня 3 — 42
- Количество машиномест на автостоянке: 925

### Евразия
Проект, располагающийся на участке № 12, представляет собой офисно-рекреационный комплекс, включающий 309-метровое здание общей площадью 207 542 м² на трёхэтажном подиуме, в котором размещается фитнес-центр, развлекательные центры, рестораны и магазины. Остальные площади распределены следующим образом: 106 231 м² отдано под офисы класса А, а 21 185 м² занял гостиничный комплекс. На нижних ярусах разместилась парковка на более чем 1000 автомобилей. Под нежилые помещения отведены этажи с −5 по 50.
- Начало строительства: 2004 год
- Окончание строительства: 2015 год
- Высота: 308,9 м
- Количество этажей: 70 надземных и 5 подземных
- Общая площадь: 207 542 м²
- Площадь офисных помещений: 106 231 м²
- Площадь гостиничного комплекса: 21 185 м²
- Количество машиномест: 1000
- Архитекторы: Swanke Hayden и Connell Architects
- Объём инвестиций: 250 млн $

### Башня Федерация
Офисный комплекс «Федерация» располагается на участке № 13 ММДЦ «Москва-Сити». Строение представляет собой конструкцию из двух трёхгранных башен высотой 374 и 242 м соответственно, расположенных на стилобате. В башнях располагаются офисные помещения и апартаменты, разделяемые техническими этажами, а также ресторан. В стилобатной части планируется организация полного комплекса торговых и бытовых услуг. Подземная часть включает в себя технические помещения и пешеходную зону, соединяющую комплекс с центральной частью делового центра, северным выездом и комплексом на 12 участке. На ноябрь 2014 года стал самым высоким небоскрёбом в Европе и оставался таковым 3 года, до октября 2017 года, после чего его превзошёл ещё недостроенный петербургский «Лахта-центр». В 2018 году на 89 этаже открылась смотровая площадка.
- Начало строительства: 2003 год
- Окончание строительства: 2017 год
- Высота: башня «Запад» — 242 м; башня «Восток» — 374 м
- Количество этажей: башня «Запад» — 62; башня «Восток» — 95
- Общая площадь объекта: 443 000 м²
- Общая площадь земельного участка: 1,07 га
- Девелопер: ЗПИФ «Башня Федерация»
- Застройщик: ЗПИФ «Башня Федерация»
- Проектировщик: Проектное бюро «Thornton&Tomasetti», ООО «Проектное бюро „Римакс“»
- Управление и эксплуатация: УК «Федерейшн Груп» и ЗПИФ «Чобан Девелопмент»
- Архитекторы: Сергей Чобан, Питер Швегер (Архитектурная мастерская SPEECH)
- Объём инвестиций: 1,2 млрд $
- Генподрядчик: «Ренейссанс констракшн»

### Башня Меркурий
Многофункциональное здание с помещениями жилого и нежилого фондов, помещениями торгово-бытового и культурного назначения башня Меркурий на участке № 14. Строение имеет три подземных этажа. В здании располагаются офисные помещения, апартаменты, торговые площади, а также рестораны. Подземная часть включает в себя автостоянку, технические и торговые помещения. Сейчас здание по высоте четвёртое в ММДЦ и пятое в Европе и входит в категорию «сверхвысокие строения».
- Начало строительства: 2005 год
- Окончание строительства: 2014 год
- Высота: 338,8 м
- Количество этажей: 75
- Общая площадь земельного участка: 0,5 га
- Общая площадь объекта: 173 960 м²
- Общая площадь офисных помещений: 87 600 м²
- Общая площадь апартаментов: 22 619 м²
- Инфраструктура: 3700 м²
- Общая площадь тех. помещений: 16 900 м²
- Общая площадь автостоянки: 18 000 м²
- Архитекторы: Михаил Посохин, Фрэнк Уильямс и Г. Л. Сирота, Сергей Чобан
- Количество машиномест: 437

### Neva Towers[26]
Ранее — Renaissance Moscow Towers — многофункциональный высотный комплекс, занимающий 17-й и 18-й участки ММДЦ. На участке общей площадью 2,41 га возводятся две башни на едином четырёхэтажном стилобате: жилое здание высотой 345 метров (79 этажей), а также 68-этажную башню высотой 302 метра, в которой до 28-го этажа предполагаются офисы
- Площадь участка: 2,41 га.
- Общая площадь: 349 232 м²
- Башня 2 имеет высоту 345 м и насчитывает 79 этажей.
- Башня 1 имеет высоту 302 м и насчитывает 68 этажей.

### Офисно-деловой комплекс (ОКО)
Участок 16 разделён на две части — 16а и 16б.
На участке 16а расположено офисно-административное высотное здание и здание с апартаментами.
- Площадь участка: 1,02 га
- Инвестор: «Лисарио Трейдинг Лимитед»
- Заказчик: ООО «Строй Ресурс»
- Архитектурное бюро: «Skidmore, Owings & Merrill LLP»
- Общая площадь: 249 600 м²
- Площадь офисных помещений: 122 493 м²
- Площадь жилых помещений: 122 507 м²
- Площадь торговых помещений: 1111 м²
- Площадь технических помещений: 2682 м²
- Количество машиномест: 1135
- Северная башня имеет высоту 245 м и насчитывает 49 этажей
- Южная башня имеет высоту 354 м и насчитывает 85 этажей

На участке 16б расположена общественная автостоянка средней этажности.
- Инвестор: «Лисарио Трейдинг Лимитед», ОАО «Сити»
- Заказчик: ООО «Строй Ресурс», ОАО «Сити»
- Архитектурное бюро: «Skidmore, Owings & Merrill LLP»
- Площадь участка: 1,56 га
- Общая площадь: 180 000 м²
- Общая площадь надземной части: 107 250 м²
- Общая площадь помещения автостоянки: 74 250 м²
- Общая площадь помещения гостиницы: 30 000 м²
- Общая площадь подземной части: 72 750 м²
- Общая площадь помещения автостоянки: 72 750 м²
- Количество машиномест: 3400
- 14-этажная автостоянка

### Северная башня
Северная башня — одно из самых низких строений ММДЦ, расположенное на участке № 19. В башне расположены офисные помещения, концертный зал, фитнес-центр, рестораны, кафе, лечебное учреждение, а также автостоянка. Наверху у здания имеются значительные по размеру железные фермы, которые выполняют декоративную функцию. Башня имеет внушительный 18-этажный атриум, который завершается куполом. Здание было сдано в эксплуатацию третьим в районе Сити после Башни-2000 и Башни на Набережной. Башня строилась с 2004 года по 2008 год.
- Начало строительства: 2003 год
- Окончание строительства: 2008 год
- Высота: 108 м (132 м со шпилем)
- Количество этажей: 27
- Общая площадь проекта: 135 000 м²

## Транспорт
Расположение ММДЦ «Москва-Сити» в центре столицы должно обеспечить удобный и простой доступ к комплексу.
Утверждённая Правительством Москвы программа создания современной транспортной системы включает:
- построенный пешеходный мост «Багратион» через Москву-реку;
- реконструкцию и обустройство существующих дорог;
- создание новых магистралей и многополосных скоростных трасс, соединяющих ММДЦ с основными транспортными артериями города (в частности, участок 3-го транспортного кольца с десятиполосным мостом и общественно-транспортным узлом «Западный въезд», дублёр Кутузовского проспекта с автомобильным мостом через Москву-реку, магистраль вдоль Малого кольца Московской железной дороги от Звенигородского проспекта до ММДЦ, продление Краснопресненской набережной с тоннелем под Малым кольцом Московской железной дороги);
- построенные четыре станции метрополитена: «Деловой центр» Филёвской линии, «Деловой центр» Солнцевской линии и «Деловой центр» Большой кольцевой линии с пересадочным узлом в Центральном ядре ММДЦ и «Москва-Сити»;
- открытие станции «Москва-Сити» Московского центрального кольца в рамках проекта реконструкции и запуска в 2016 году регулярного пассажирского движения по кольцу;
- создание новой скоростной внеуличной транспортной системы ММДЦ — Шереметьево;
- создание принципиально новой, эффективной и безопасной системы доставки грузов в ММДЦ по железнодорожным, автомобильным и речным транспортным системам.
- магистральные маршруты м31 и м32, соединяющие деловой центр со станциями метро «Белорусская» и «Краснопресненская».

| - Станция «Деловой центр» (Солнцевская линия) - Станция «Деловой центр» (Рублёво-Архангельская линия) - Станция «Москва-Сити» - Станция «Деловой центр» (Филёвская линия) - Станция «Москва-Сити» (МЦК) - Платформа Тестовская (Москва-Сити) МЦД-1 - Cеверный вестибюль станции Москва-Сити МЦД-4 - Проспект Багратиона |

## Средства массовой информации
В 2016 году у Москва-Сити появилось средство массовой информации — развлекательно-деловой интернет-журнал Moscow City Journal (издательский дом White Nation). Также работает портал о жизни и работе в небоскребах Москва-Сити с каталогом сервисов и инфраструктуры Moscitylife.ru и одноимённая страница в Instagram.
C 2017 года популярный Московский журнал о коммерческой недвижимости OFFICE NEWS выделил направление Москва-Сити в отдельную рубрику.

## Москва-Сити — пилотный проект Большого Сити
Строительство Москва-Сити является первым этапом создания района Москвы «Большой Сити». «Москва — Большой Сити» (реже «Москва — Новый центр» или «Москва-Сити-2») — проектируемый новый район в Москве. Предполагается, что он будет расположен на месте бывших промышленных зон между строящимся «Москва-Сити» и Хорошёвским шоссе (общая площадь — около 1000 га). На этой территории, как ожидается, будет построен 21 млн м² недвижимости; инвестиции составят свыше $100 млрд. Москомархитектура утвердила проект застройки мукомольного завода в октябре 2016 года.
Управляющей компанией проекта назначено ЗАО «Большой Сити». Некоторые проекты построены («Центр международной торговли»), другие одобрены («Райская жизнь») или уже реализуются («Mirax Plaza», «Звенигородский»). Началась реализация проекта гостинично-делового комплекса на месте мелькомбината № 4.

## Чрезвычайные происшествия
- 2 апреля 2012 года в процессе строительства башни «Восток» произошёл крупный пожар на 67-м этаже, тушение которого заняло около четырёх часов. Всего в операции по ликвидации возгорания в здании приняли участие 25 пожарно-спасательных подразделений и 4 вертолёта Московского авиационного центра. Несмотря на привлечение вертолётов, потушить пожар долгое время не удавалось. Верхний этаж высотки полыхал практически по всей площади. Пламя то затухало, то разгоралось с новой силой. В результате инцидента никто не пострадал[30].
- 25 января 2013 года в процессе строительства многофункционального комплекса «ОКО» произошёл пожар на 24-м этаже[31].
- 12 января 2014 года в процессе строительства 17-этажного здания на Тестовской улице произошло возгорание. В результате задымления на 15-м этаже никто не пострадал[32].
- 9 июля 2014 года в процессе строительства башни «Эволюция» произошло возгорание кабеля, которое вскоре было ликвидировано. В результате происшествия никто не пострадал[33].
- 31 августа 2015 года в 18:45 начался пожар на 33 этаже в башне «Федерация-Восток». Причина пожара — возгорание строительных материалов. Открытая площадка-место планируемого перехода между башнями[34].
- 13 апреля 2016 года из окна 85 этажа строящегося небоскрёба в «Москва-Сити» упал рабочий[35].
- 11 июня 2021 года из окна 86 этажа башни «ОКО» выпала девушка.
- 30 июля 2023 года около 2:00 ударные БПЛА атаковали несколько башен, пострадал один человек.
- 1 августа 2023 года в 3:14 была совершена атака на те же башни, что и 30 июля. Пострадавших нет.
- 23 августа 2023 года два беспилотника взорвались над территориями Можайского района Московской области и города Химки, ещё один дрон, подавленный средствами радиоэлектронной борьбы, врезался в строящуюся башню One Tower в «Москва-Сити» рядом с которым выбито несколько окон в двух соседних пятиэтажках. Пострадавших нет[36].